# Erika Fleuren
Erika Fleuren (* 1. September 1940 in Wuppertal; † 10. April 2015 in Wiesbaden) war eine deutsche Politikerin (SPD) und 1994 bis 2003 Abgeordnete des Hessischen Landtags.

## Ausbildung und Beruf
Erika Fleuren, die von Geburt an blind war, arbeitete nach dem Besuch der Blindenschule in Neuwied und Deutschen Blindenstudienanstalt in Marburg von 1958 bis 1968 für die Stadt Garmisch-Partenkirchen und das hessische Sozialministerium als Stenotypistin. Anschließend absolvierte sie die Ausbildung für die Beamtenlaufbahn des gehobenen Dienstes beim Versorgungsamt der Stadt Wiesbaden und bestand 1971 die Prüfung.

## Politik
Erika Fleuren war von 1977 bis 1994 Stadtverordnete in Wiesbaden, zuletzt Vizevorsitzende der Partei und Fraktion. Sie rückte am 26. Januar 1994 für Jochen Zwecker, der zum Landrat des Vogelsbergkreises gewählt worden war, in den hessischen Landtag nach. Bei den beiden folgenden Landtagswahlen wurde sie über die Landesliste erneut in den Landtag gewählt und schied am 4. April 2003 aus dem Landtag aus. 1999 war sie Mitglied der Bundesversammlung. Erika Fleuren war Stadtverordnete in Wiesbaden.

## Ehrungen
2003 wurde sie mit dem Bundesverdienstkreuz am Bande ausgezeichnet.